# Półmetale
| Grupa → | 13 IIIA | 14 IVA | 15 VA  | 16 VIA | 17 VIIA | 18 VIIIA |
| ↓ Okres |         |        |        |        |         |          |
| ------- | ------- | ------ | ------ | ------ | ------- | -------- |
| 2       | 5 B     | 6 C    | 7 N    | 8 O    | 9 F     | 10 Ne    |
| 3       | 13 Al   | 14 Si  | 15 P   | 16 S   | 17 Cl   | 18 Ar    |
| 4       | 31 Ga   | 32 Ge  | 33 As  | 34 Se  | 35 Br   | 36 Kr    |
| 5       | 49 In   | 50 Sn  | 51 Sb  | 52 Te  | 53 I    | 54 Xe    |
| 6       | 81 Tl   | 82 Pb  | 83 Bi  | 84 Po  | 85 At   | 86 Rn    |
| 7       | 113 Nh  | 114 Fl | 115 Mc | 116 Lv | 117 Ts  | 118 Og   |

Półmetale (metaloidy) – pierwiastki chemiczne, które mają własności pośrednie między metalami i niemetalami. Zalicza się do nich antymon, arsen, bizmut, bor, german, krzem, selen, tellur i polon, oraz czasami także glin i astat, a w niektórych opracowaniach także węgiel, mający najwyższą temperaturę topnienia z dotychczas poznanych pierwiastków, oraz fosfor (tworzący odmianę czarną o właściwościach fizycznych przypominających metal).
Półmetale mają szereg fizycznych cech metali, jak połyskliwa powierzchnia w stanie stałym i wysokie temperatury topnienia. Chociaż mają one dużo gorsze przewodnictwo elektryczne i cieplne od typowych metali, to jednak wyższe od typowych niemetali, stąd też są stosowane w materiałach półprzewodnikowych.
Ich własności chemiczne są także pośrednie: z jednej strony wykazują szereg cech niemetali, np. tworzą dość silne kwasy nieorganiczne, a z drugiej – posiadają szereg cech typowych metali: mają większą tendencję do tworzenia zasad niż kwasów i są zdolne do tworzenia związków kompleksowych o podobnym stopniu złożoności geometrycznej, jak w przypadku metali przejściowych.
Zaliczanie polonu i astatu do półmetali jest krytykowane jako błędne, gdyż polon wykazuje typowe właściwości metalu, a astat – niemetalu.

## Zalecenia IUPAC
Zalecenia Międzynarodowej Unii Chemii Czystej i Stosowanej – Nomenclature of Inorganic Chemistry (Red Book) z 2005 roku i Compendium of Chemical Terminology (Gold Book) – nie zabraniają wyróżniania półmetali, choć również nie wskazują bezpośrednio na podział pierwiastków na metale, półmetale i niemetale. Termin ten pojawia się jednak w tych zaleceniach przy definiowaniu innych zagadnień. Zalecenia IUPAC z 1970 roku sugerowały zaniechanie stosowania terminu metaloid na rzecz półmetal z uwagi na „niespójne użycie terminu w różnych językach”. Obecnie niektórzy autorzy sugerują używanie terminu metaloid zamiast półmetal, aby uniknąć nieporozumień w związku z innym jego znaczeniem w fizyce, gdzie półmetalami nazywa się półprzewodniki z zerową przerwą energetyczną.